# George Pérez
George Pérez (New York, 9 juni 1954 – Sanford (Florida), 6 mei 2022) was een Amerikaans striptekenaar en schrijver.

## Biografie
Pérez werd bekend in de jaren zeventig toen hij voor Marvel Comics The Avengers schreef. In de jaren tachtig tekende hij The New Teen Titans, dat een van de bestverkochte series van DC Comics werd. Hij schreef de gelimiteerde serie Crisis on Infinite Earths van DC Comics en bracht Wonder Woman opnieuw uit als zowel schrijver als tekenaar. Begin jaren negentig keerde hij terug bij Marvel. Vanaf 2010 werkte hij voor zowel Marvel als DC Comics. Hij staat bekend om zijn gedetailleerde en realistische illustraties en zijn vaardigheid met complexe tekeningen van grote menigten.
Perez overleed thuis op 67-jarige leeftijd aan de complicaties van alvleesklierkanker.
- Biblioteca Nacional de España: XX920456
- Bibliothèque nationale de France: cb126983661 (data)
- Catàleg d'autoritats de noms i títols de Catalunya: 981058608828806706
- Gemeinsame Normdatei: 1041271735
- International Standard Name Identifier: 0000 0000 6638 9857
- Library of Congress Control Number: n78004730
- Bibliotheek van het Japanse parlement: 001135119
- Nationale Bibliotheek van Tsjechië: jx20050718009
- Nationale bibliotheek van Australië: 40684453
- Nederlandse Thesaurus van Auteursnamen: 192783165
- Réseau des bibliothèques de Suisse occidentale: 02-A025603455
- Istituto Centrale per il Catalogo Unico: UBOV066479
- Système universitaire de documentation: 050630032
- Virtual International Authority File: 32121076
- WorldCat: E39PBJcBTrYCBHcBQGXPrqBMfq